# Borken (stad)
Borken is een plaats in de Duitse deelstaat Noordrijn-Westfalen, gelegen vlak bij Bocholt, in de Kreis Borken. De stad telde ten tijde van de peildatum van de meest recente statistiek 42.650 inwoners (31 december 2020) op een oppervlakte van 152,97 km².

## Geschiedenis
Al rond 800 na Chr. werd de toenmalige 'Burg' of 'Borg' door Karel de Grote als kamp voor zijn reizen gebruikt. De naam Borken stamt ook uit deze tijd en is een verbastering van Burke, Burken naar Borken. In het jaar 1226 werden stadsrechten verleend door bisschop Dirk II van Winzenburg (en bisschop Diederik van Altena-Isenberg). De stadsmuren en torens van de stad worden voor het eerst vermeld in 1391. Reinoud II van Gelre ondernam in 1323 rooftochten met 700 ridders in het Münsterland. De Münsterse bisschop zocht steun in Borken, dat hem vierhonderd man beloofde tijdens een nieuwe oorlog. 
Borken had, onder andere omdat de kasteelheer van het naburige Gemen oorspronkelijk aan de zijde stond van Willem van Oranje, veel te lijden in de Tachtigjarige Oorlog (1568-1648). Van 1576-1589 hadden de stad en omstreken te maken met een periode van pestepidemieën.
Van 1803 tot 1810 behoorde Borken tot het Vorstendom Salm, vanaf 1810 tot het Franse Keizerrijk. In 1815 werd Borken Pruisisch en viel onder de Provincie Westfalen. Tegelijkertijd ging de stad administratief deel uitmaken van het nieuw gevormde Kreis Borken. Tussen 1880-1905 volgt aansluiting op de spoorbaan naar Winterswijk, onderdeel van de spoorlijn Zutphen - Gelsenkirchen-Bismarck. Tegen het einde van de Tweede Wereldoorlog werd het historische stadscentrum grotendeels verwoest. Direct na de oorlog kreeg Borken de taak, een nieuwe stadswijk te bouwen voor Heimatvertriebene, die na 1945 uit onder andere het Pools geworden Silezië moesten emigreren. Als onderdeel van de gemeentelijke reorganisatie in 1969 vond integratie plaats van Gemen en andere gemeenten in de omgeving. Tussen 1975 en 1978 werd het zuidelijke stadsdeel grootscheeps gerenoveerd. Hierbij werden de restanten van historische bebouwing, die de Tweede Wereldoorlog hadden doorstaan, afgebroken; enkele gebouwen met grote historische betekenis bleven gespaard of werden vervangen door gehistoriseerde nieuwbouw. In 2001 vierde de stad haar 775-jarige bestaan.
Van 1623 tot 2006 was Borken garnizoensstad van uiteenlopende legeronderdelen, na de Tweede Wereldoorlog van de Bundeswehr.
Stadsdeel Weseke huisvestte tot 1965 een speciale fabriek van schietspoelen voor weefgetouwen en enige schoenfabrieken. Deze bedrijvigheid verdween, er kwamen vestigingen van het midden- en kleinbedrijf voor in de plaats.

## Delen van de gemeente

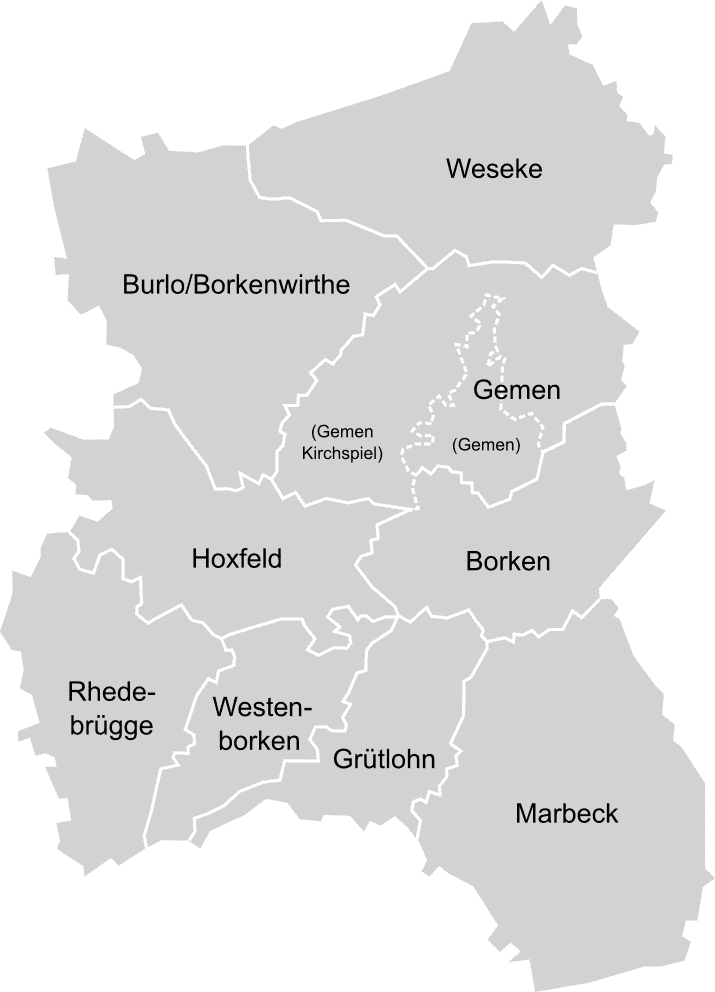
Situering van de stadsdelen van Borken

| Stadsdelen                                     | Aantal inwoners |
| ---------------------------------------------- | --------------- |
| Borken (hoofdplaats)                           | 21.022          |
| Gemen en Kirchspiel Gemen                      | 8.007           |
| Weseke                                         | 5.089           |
| Burlo / Borkenwirthe                           | 3.743           |
| Grütlohn, Hoxfeld, Rhedebrügge en Westenborken | 2.134           |
| Marbeck                                        | 2.503           |

Totaal: 42.598 inwoners. Peildatum: juni 2020. Bron: website gemeente Borken.

## Ligging, verkeer, vervoer
Borken ligt in het noordwesten van het Münsterland, en grenst aan de Gelderse Achterhoek. Ten oosten van de stad ligt een beboste, tot 109 m hoge heuvelrug met de naam Die Berge. Ten zuiden van Borken strekt zich tot aan het 30-35 km zuidelijker gelegen Ruhrgebied het  Naturpark Hohe Mark uit.

### Aangrenzende gemeenten
- Noordwest:
  - Winterswijk (NL, 21 km via Südlohn)
  - Aalten (NL, 11 km)
- Noord:  Südlohn (12 km)
- Noordoost: Velen (15 km)
- West:
  - Rhede (4-6 km)
  - Bocholt (16 km)
- Oost: Dülmen (34 km)
- Zuidwest: Wesel (30 km)
- Zuid:
  - Raesfeld (9 km)
  - Dorsten (25 km)
- Zuidoost: Heiden (5 km)

### Wegverkeer
Westelijk om de stad heen loopt de Bundesstraße 70 van Wezel naar Ahaus. De B67 loopt van Borken westwaarts naar Bocholt.
Wie de weg in oostelijke richting naar Dülmen neemt, die sinds 2018 ook een deel van de B67 is, bereikt na 14 km  afrit 34 van de Autobahn A31 (Emden - Oberhausen). De afrit is als klaverbladknooppunt uitgevoerd.

### Openbaar vervoer

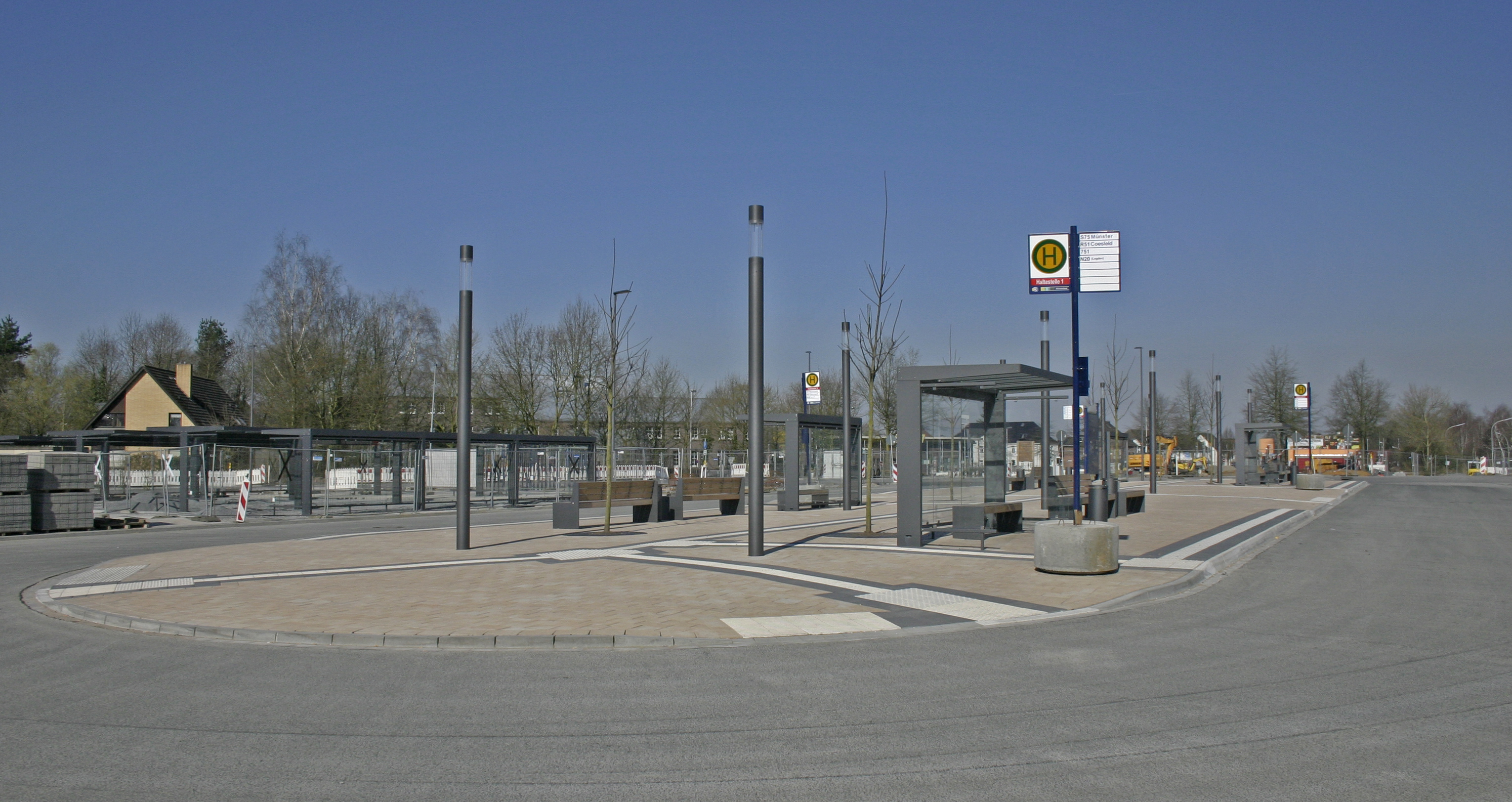
Busstation

Borken ligt aan een spoorlijn, die in het verleden Zutphen met Dorsten verbond. Het traject Borken-Winterswijk  (Borkense Baan) is opgebroken. Van en naar Dorsten rijden 1 x per uur nog wel stoptreinen.
Het station Borken ligt aan :
- Spoorlijn Zutphen - Gelsenkirchen-Bismarck

| Serie | Treinsoort                      | Route                                                                                | Bijzonderheden                                                     |
| ----- | ------------------------------- | ------------------------------------------------------------------------------------ | ------------------------------------------------------------------ |
| RE 14 | Regional-Express (NordWestBahn) | Essen Hbf – Bottrop Hbf – Gladbeck West – Dorsten – Hervest-Dorsten – Borken (Westf) | Der Borkener Zondagmorgen 1x per twee uur tussen Dorsten en Borken |

Ook het 4 km zuidoostwaarts gelegen dorp Marbeck heeft een station aan deze lijn.
Borken is een haltepunt van de snelbuslijn Bocholt-Münster, die op werkdagen ieder half uur rijdt, en van nog 3 andere streekbuslijnen.

### Waterwegen
De Bocholter Aa en andere beken, die door de stad en haar omgeving stromen, zijn alle onbevaarbaar. Hun enige functie is voor de waterhuishouding. Verder zijn de beekoevers grotendeels van ecologische waarde; enkele beekdalen zijn daarom een natuurreservaat.

### Vliegverkeer
Enkele kilometers ten westen van Borken ligt een klein vliegveld, Flugplatz Borken-Hoxfeld. Het is opengesteld voor luchtballons en voor sport- en hobbyvliegtuigjes, alsmede voor de zweefvliegsport. Het veld heeft de ICAO-code EDLY, en beschikt over één graspiste van  740 meter lengte en  30 meter breedte.

## Economie
Na het sluiten van de talrijke Bundeswehrkazernes in de stad is de gemeente er redelijk in geslaagd, de voormalige kazernegebouwen en -terreinen om te bestemmen tot bedrijfscomplexen voor verscheidene nieuwe bedrijven, het Gewerbepark Hendrik-de-Wynen. Anno 2023 waren hier en elders in de gemeente de volgende bedrijven gevestigd, die van meer dan regionale betekenis waren:
- Netgo, een groot softwarebedrijf met zetel te Berlijn, heeft aan de westkant van Borken een grote, basecamp genaamde vestiging.
- Vesuvius plc uit Londen, Engeland, heeft te Borken een filiaal. Het is een fabriek van vuurvast materiaal voor in o.a. hoogovens en staalfabrieken. In 2023 werkten er 700 mensen.
- Deutsche Glasfaser Holding (hoofdzetel te Borken), een producente van glasvezelnetwerken, in 2011 opgericht door de Nederlandse branchegenoot Reggeborgh, inmiddels niet meer daaraan gelieerd. In 2023 werkten er 1900 mensen.
- Bierbaum Unternehmensgruppe, in 1895 opgericht, is de laatste grote textielfabriek, die in Borken nog bestaat. Er werken in 2023 650 mensen.  De onderneming produceert o.a. beddenlakens, rolhanddoeken voor handdoekautomaten op de WC's in bedrijven, schoonmaakdoekjes en gespecialiseerde producten voor de schoonmaakbranche.
- Iets kleinere bedrijven (50-250 medewerkers) te Borken produceren o.a.:
  - zeer grote installaties voor de metaalbewerking wrijvingslassen in vliegtuigfabrieken;
  - textiel;
  - machines en metalen machine-onderdelen.

Binnen de dienstensector valt op dat de stad veel verschillende middelbare scholen heeft, vooral in het technisch onderwijs. Zo is er een middelbare school, waar de leerlingen een vakopleiding voor bouwvakker in de specifieke sector: restaureren van monumentale gebouwen kunnen volgen.

## Bezienswaardigheden
- De rooms-katholieke St. Remigiuskerk te Borken
- Het centrum van Borken is in de Tweede Wereldoorlog grotendeels verwoest. Desalniettemin zijn nog enige delen van de middeleeuwse stadsommuring bewaard gebleven, waaronder één goed bewaard gebleven stadstoren, de Kuhmturm. Vier andere stadstorens staan ook nog overeind, maar zijn  bouwhistorisch gezien minder goed bewaard gebleven.
- In Borken is de voormalige Heilige-Geestkapel met aanbouw verbouwd tot stadsmuseum met historische drukkerij-werkplaats.
- De Johanneskerk te Borken is bezienswaardig vanwege onder andere haar twee orgels, waarvan het oudste uit 1600 dateert.
- In het stadsdeel Gemen staat een waterburcht, Slot Gemen, met goed bewaard gebleven bijbehorende kasteelvrijheid. Er dicht bij staan de barokke Mariakerk met aangebouwd een restant van het vroegere franciscanenklooster, en de eveneens barokke gereformeerde Johanneskerk.
- De Sint-Mariakerk (Burlo) behorende bij het Klooster Mariengarden
- Natuurreservaat (hoogveen) Burlo-Vardingholter Venn und Entenschlatt aan de grens met Nederland, zie ook Wooldse Veen
- Wandelbos in heuvelrug Die Berge ten oosten van de stad
- Wandelen en fietsen (ook meerdaagse tochten) in het zuidelijk van de stad gelegen Naturpark Hohe Mark en in het aangrenzende Münsterland ten noorden en oosten van de stad
- De omgeving van Kasteel Haus Pröbsting[2] bij Borken-Hoxfeld is een recreatiegebied met onder andere de Pröbsting-see, een 200 x 800 meter grote recreatieplas (zeilen en windsurfen toegestaan, zwemmen verboden) met camping, een klauterbos voor de kinderen en een zgn. planeten-educatie-pad.
- Bij Marbeck, ten zuiden van Gemen, staat Landhuis Döring (18e-eeuws; bewoond, niet te bezichtigen) met bijbehorende watermolen. Het is een restant van een voorheen veel groter laatmiddeleeuws kasteel.

## Belangrijke personen met betrekking tot de gemeente

### Geboren
- Otto Ernst Leopold Reichsgraf von Limburg-Stirum (* 10 januari 1684 op Slot Gemen; † 4 maart 1754 in Buda (Hongarije))[3]
- Manfred Gans (* 27 april 1922 in Borken; † 12 september 2010 in Fort Lee, USA), ook bekend onder zijn Engelse naam Frederick Gray, Duits-joods vluchteling voor het nazisme; in de Tweede Wereldoorlog en daarna militair bij de Britse strijdkrachten, was op D-Day en bij de Slag om de Schelde aan het front; hij had als taak, o.a. gevangen genomen Duitsers te verhoren en verhoren door anderen te vertalen; in mei 1945 ondernam hij vanuit Goes per jeep een succesvolle reddingsmissie, dwars door het verwoeste Nazi-Duitsland, om zijn ouders te bevrijden uit Theresienstadt.[4]

### Overleden
- Léonide Massine, eigenlijk Leonid Fjodorovitsj Mjasin (Russisch: Леонид Фёдорович Мясин) (Moskou, 28 juli 1896 – Borken, 15 maart 1979), Russisch balletdanser en choreograaf

### Overigen
- Marcus Ehning (Südlohn, 19 april 1974), Duits ruiter, inwoner van stadsdeel Weseke

## Partnersteden
- Albertslund (Denemarken)
- Bolków (Polen)
- Grabow (Mecklenburg-Voor-Pommeren)
- Mölndal (Zweden)
- Říčany (Tsjechië)
- Whitstable (Verenigd Koninkrijk).

## Afbeeldingen

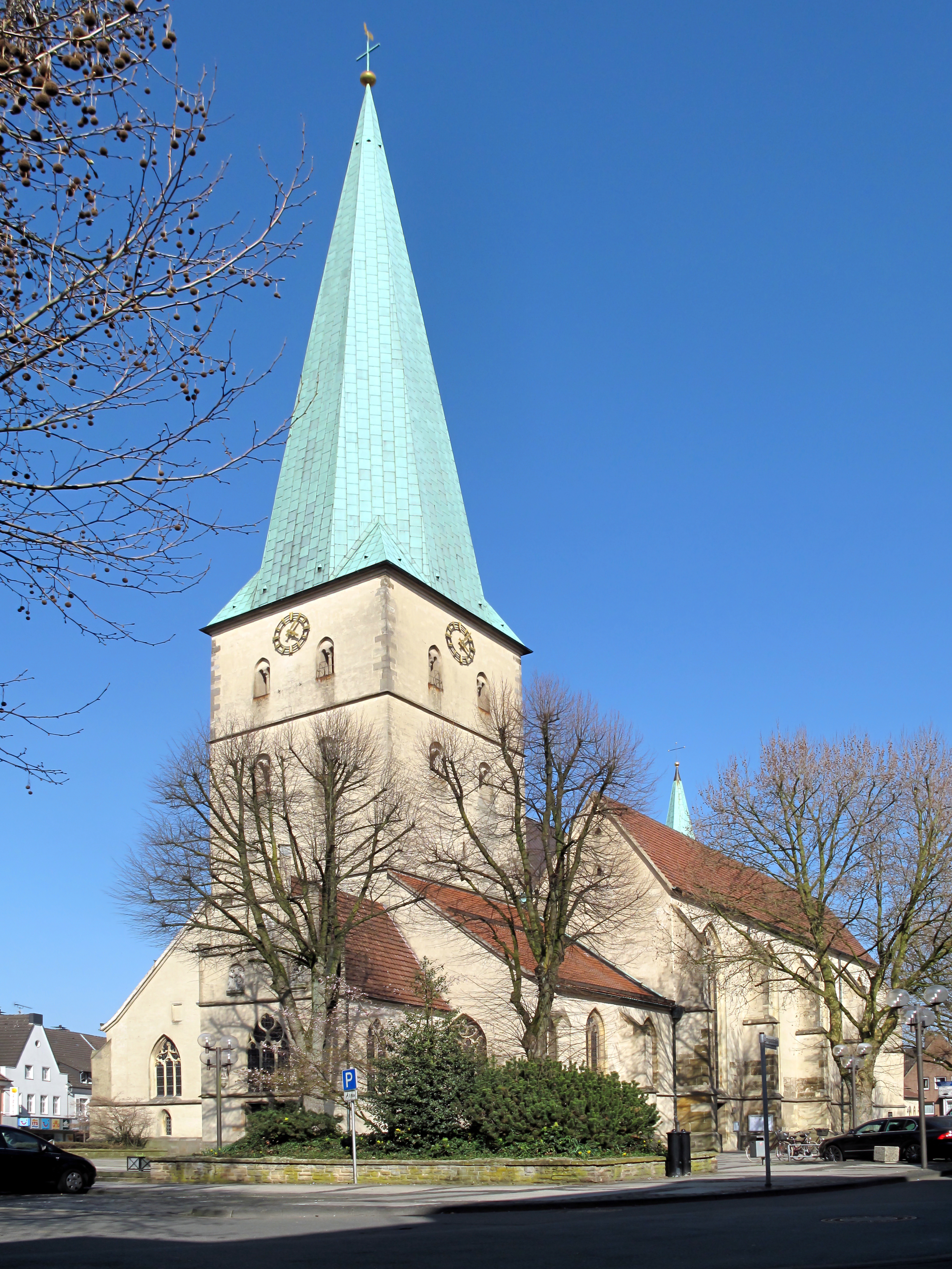
Borken, Sint-Remigiuskerk
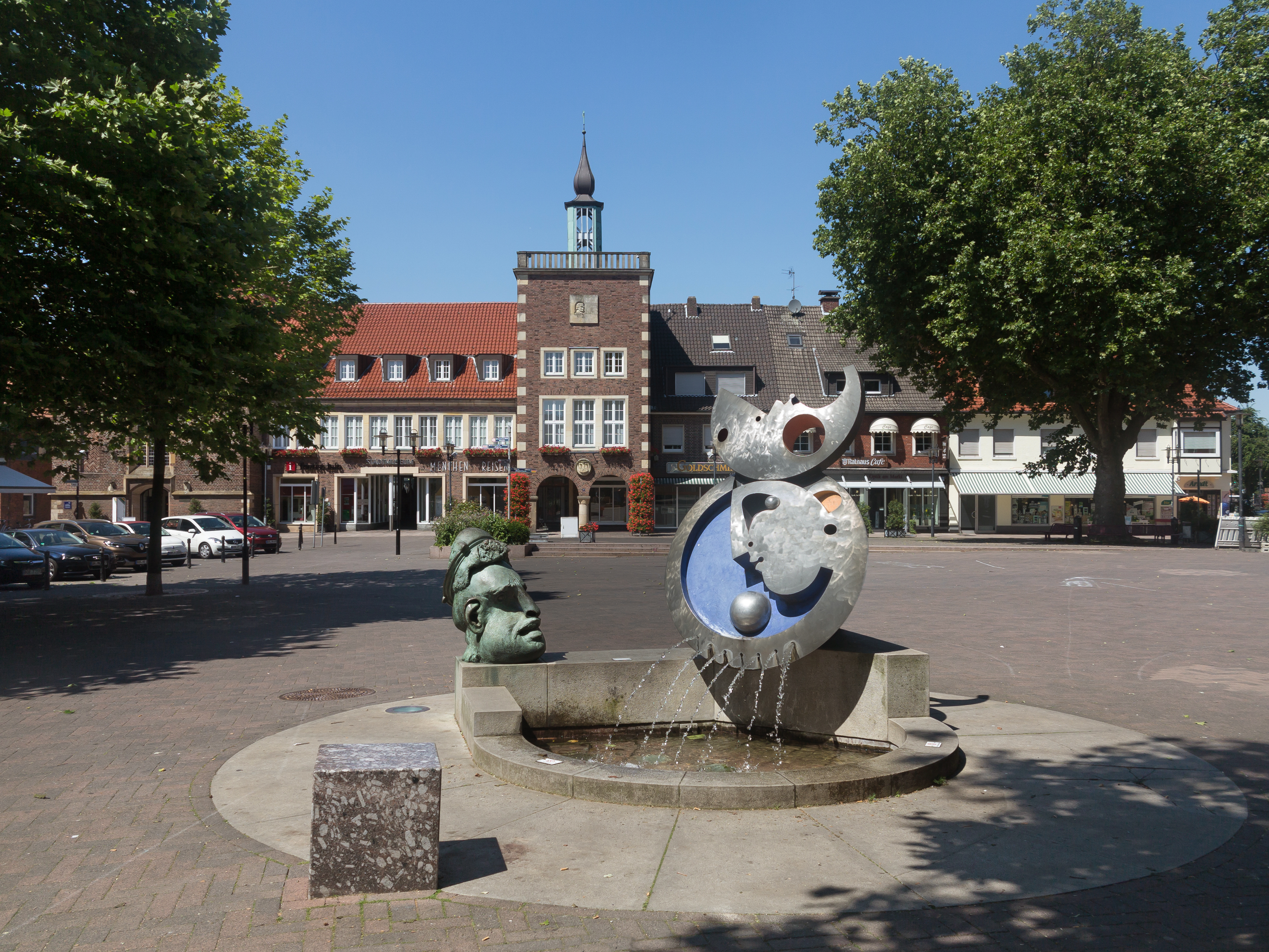
Borken, sculptuur op de Markt
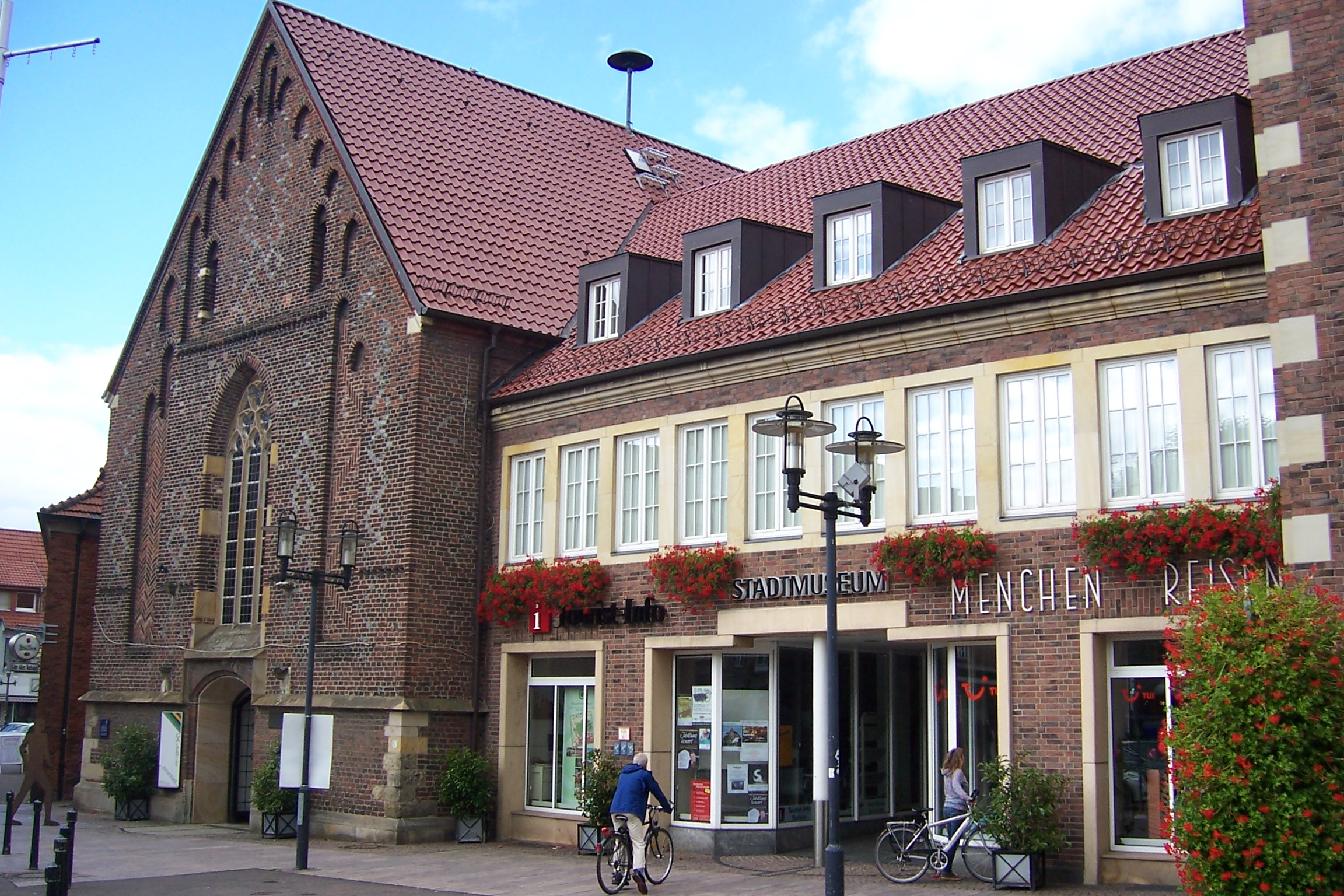
Borken, voormalige H.-Geestkapel met aanbouw, stadsmuseum
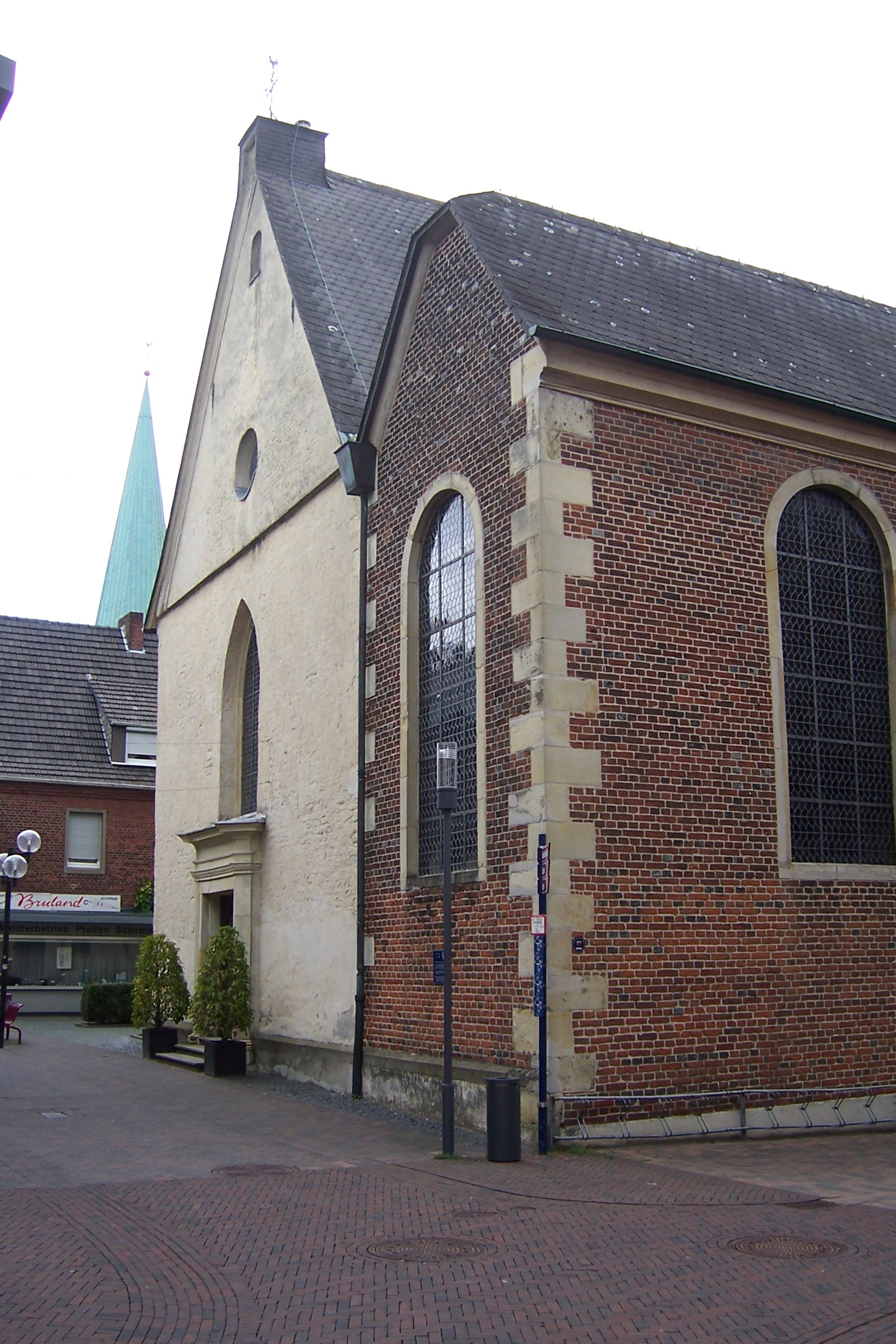
Borken, Johanneskerk
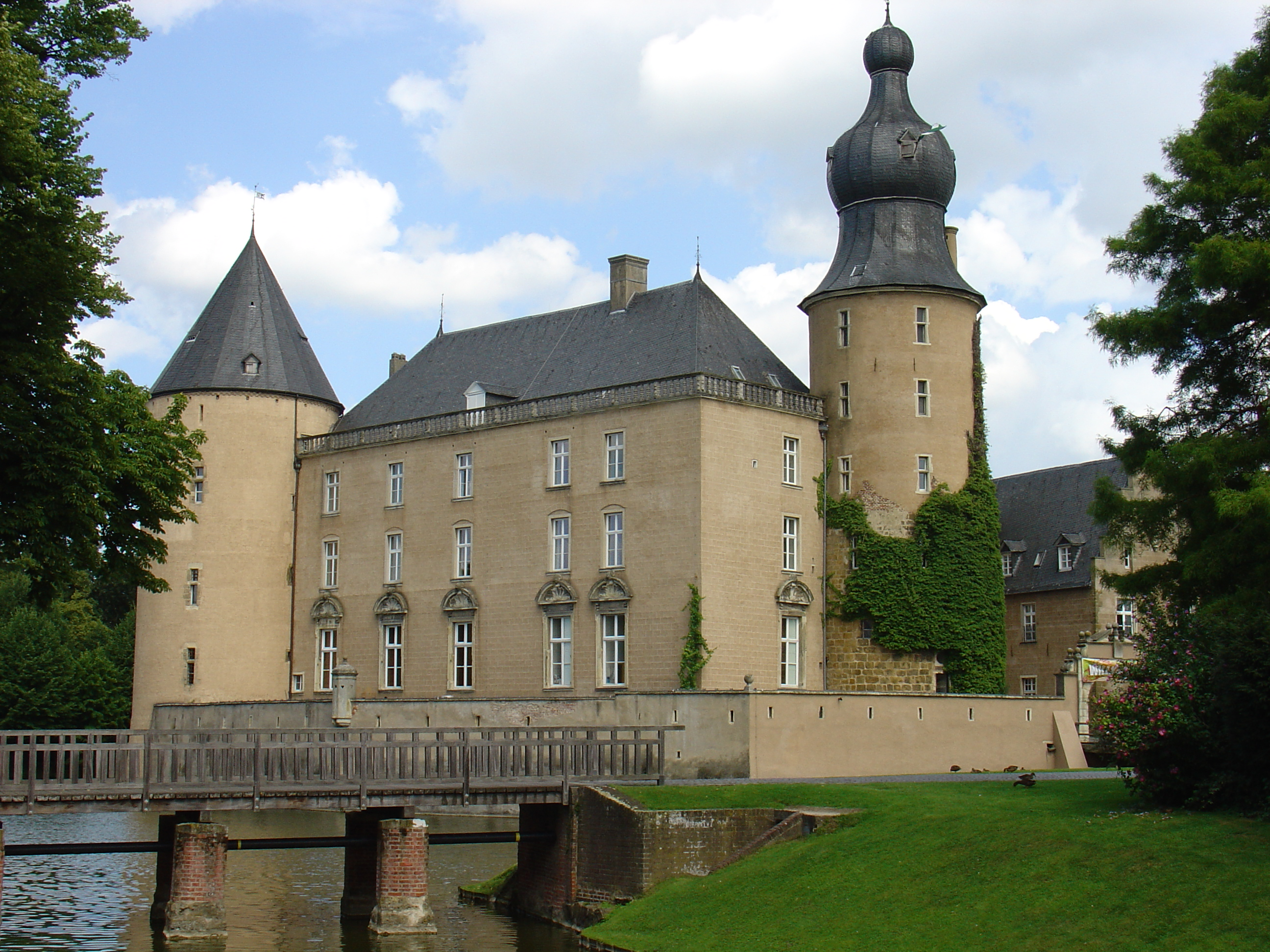
Gemen, Slot Gemen met goed bewaard gebleven bijbehorende kasteelvrijheid
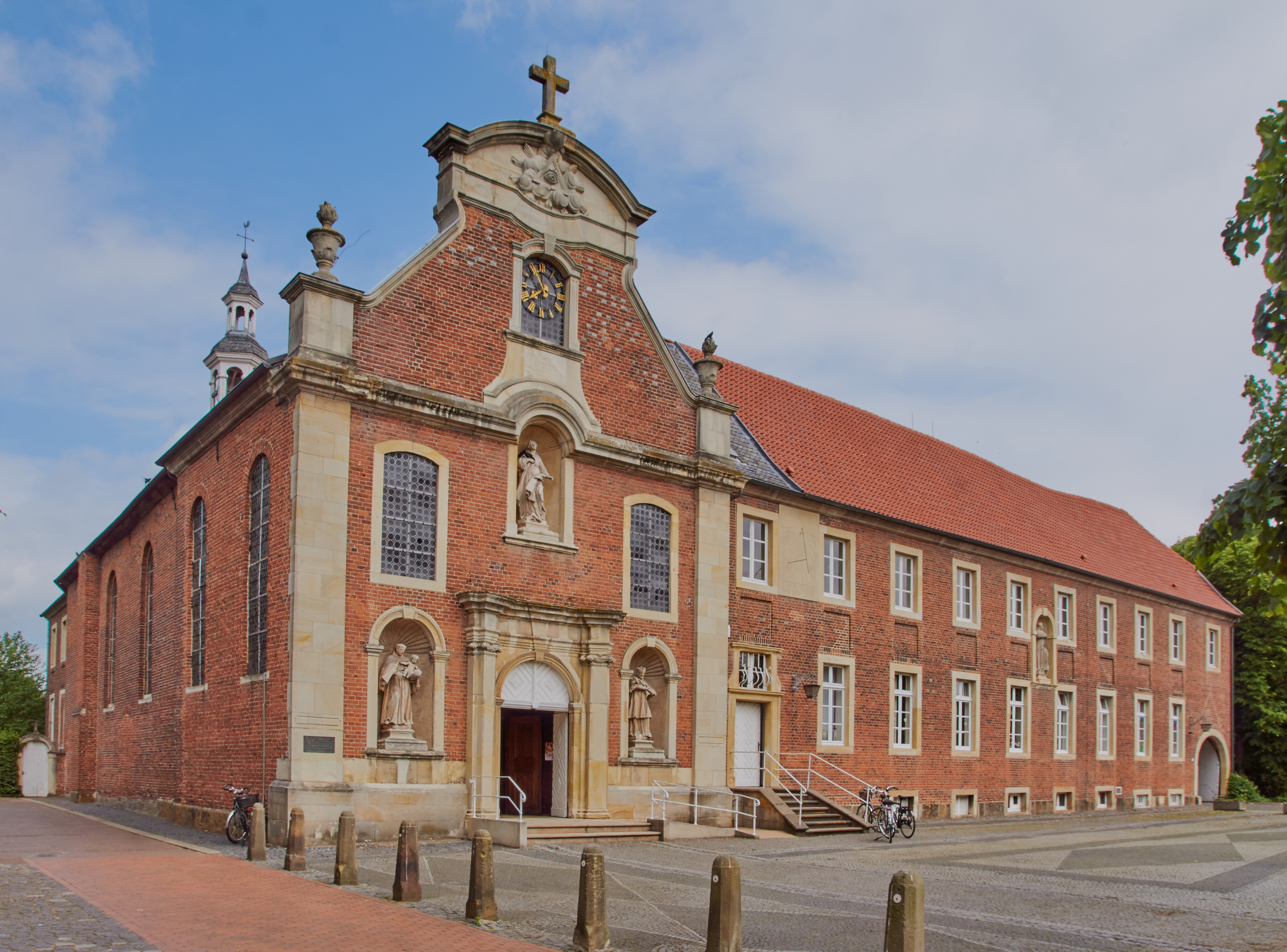
Gemen, Mariakerk en voormalig franciscanenklooster (1719)
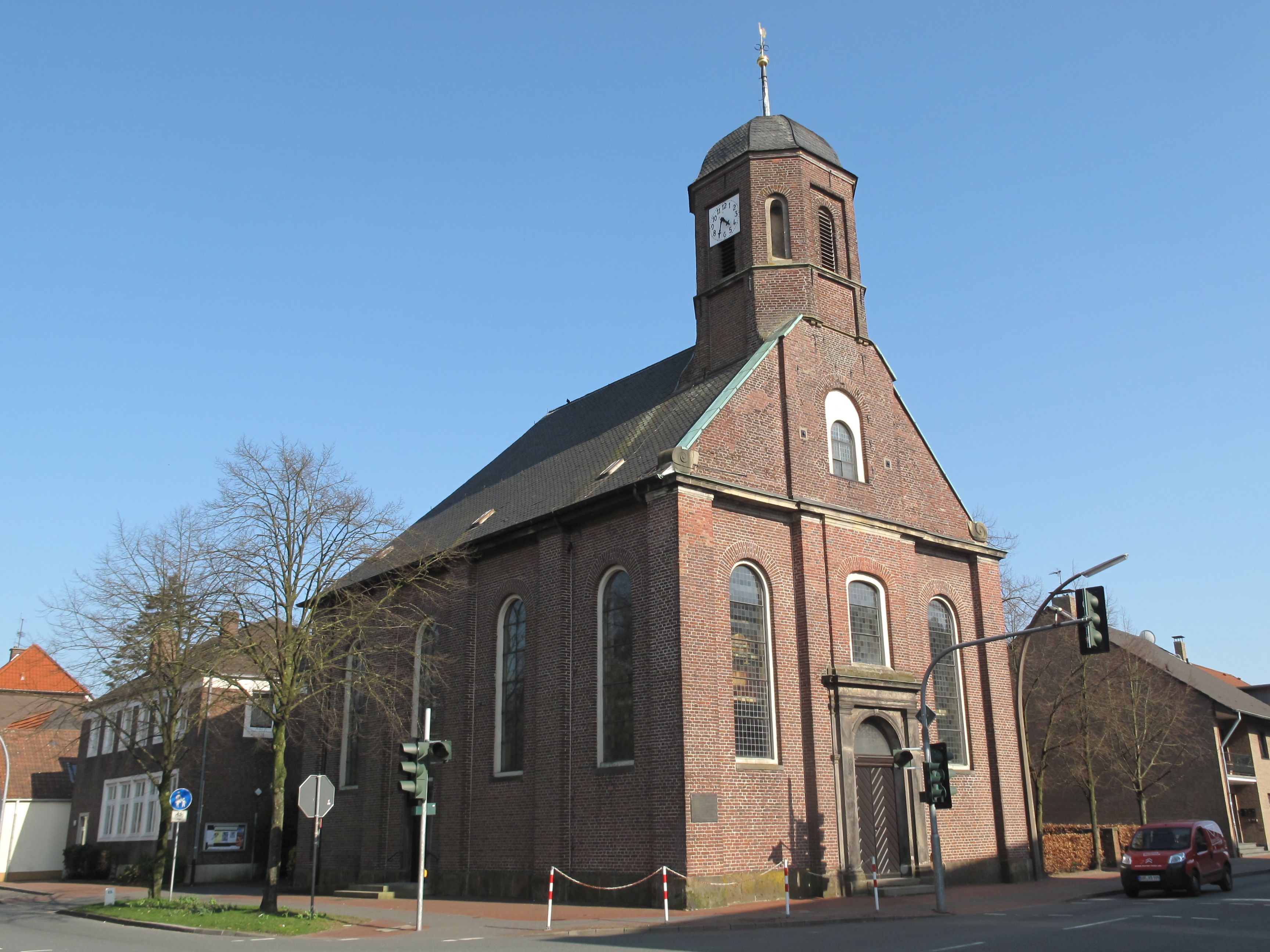
Gemen, geref. Johanneskerk (1703)
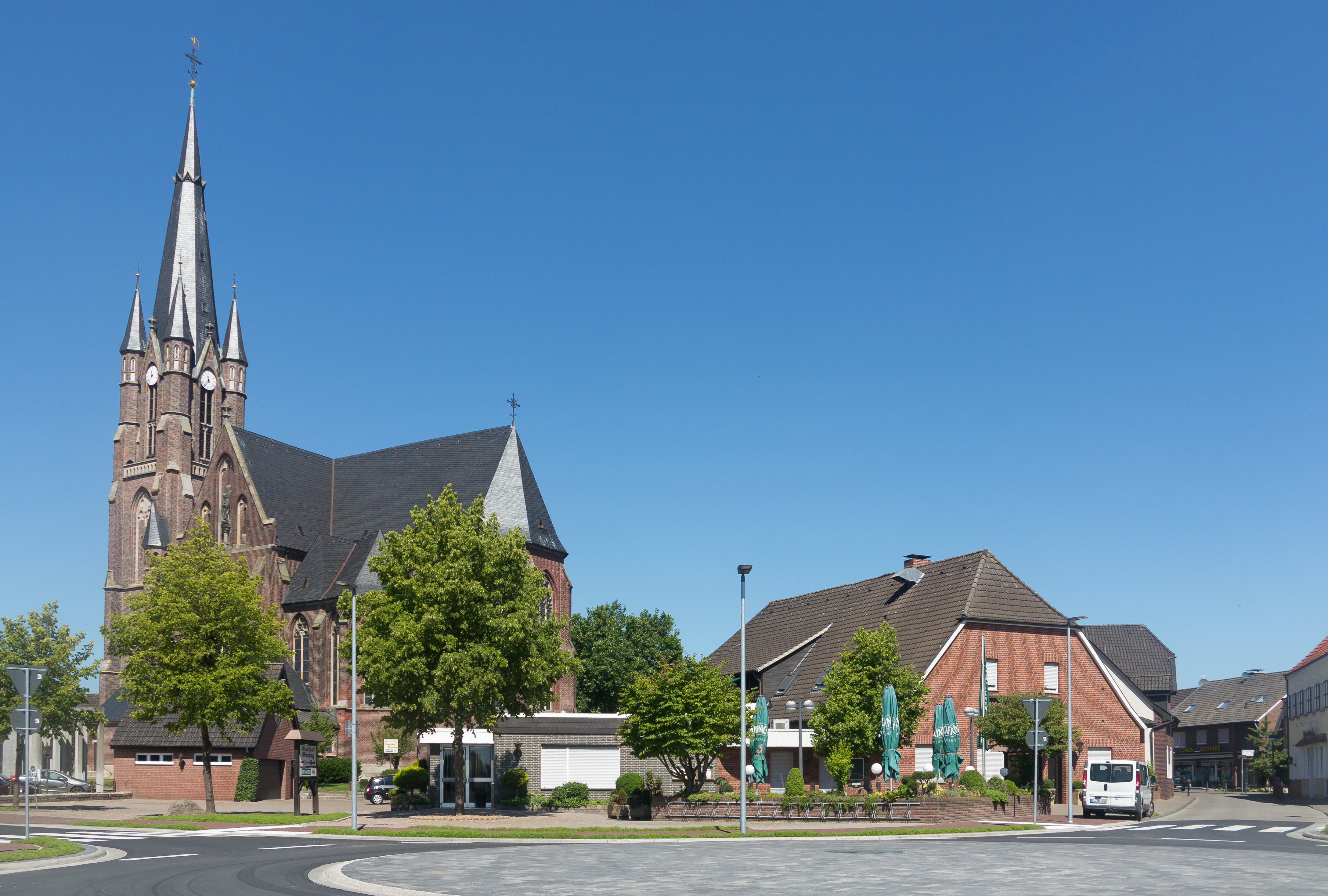
Weseke, rooms-katholieke kerk St. Ludgerus (1895)
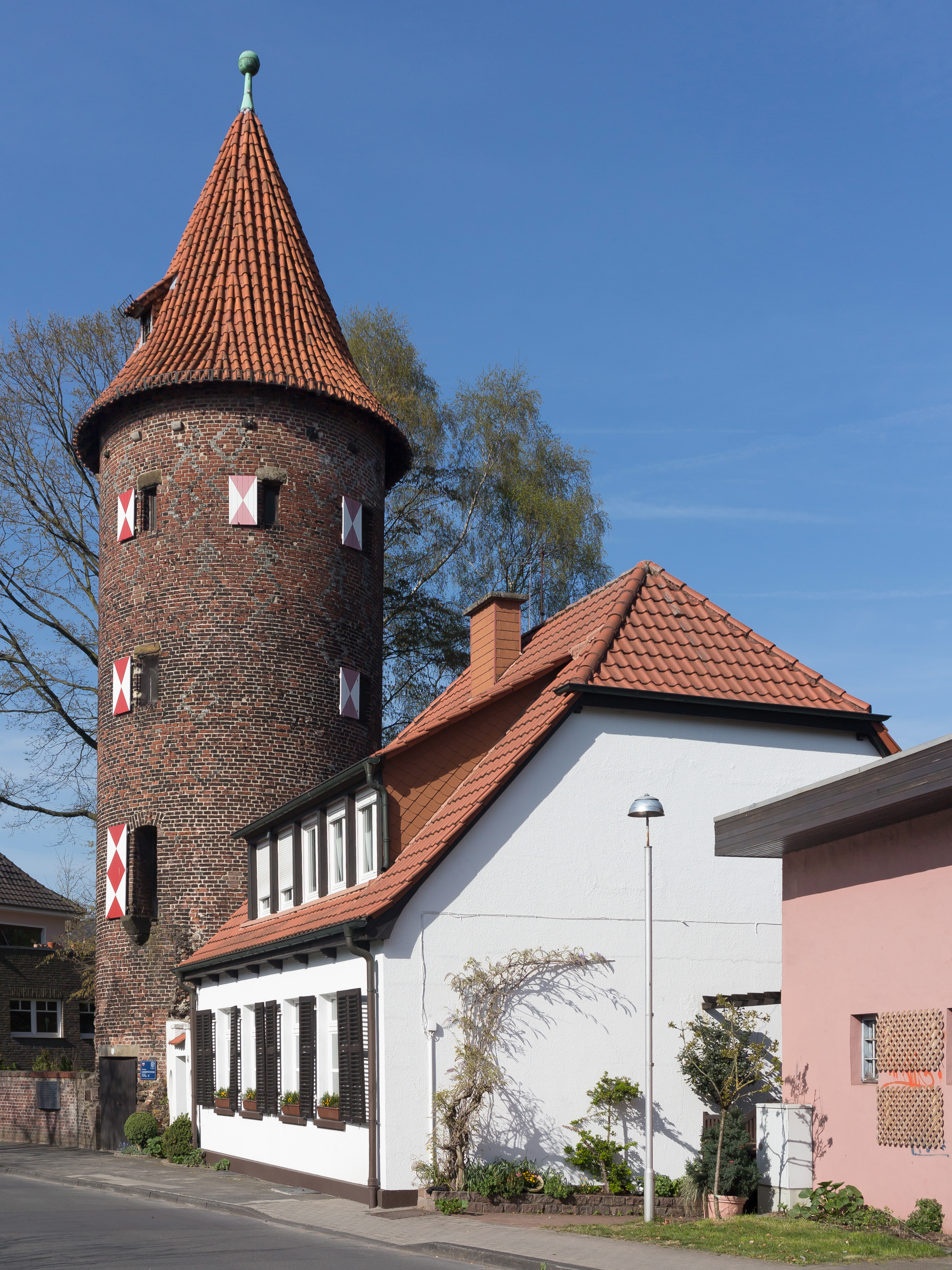
Kuhm-toren, Borken
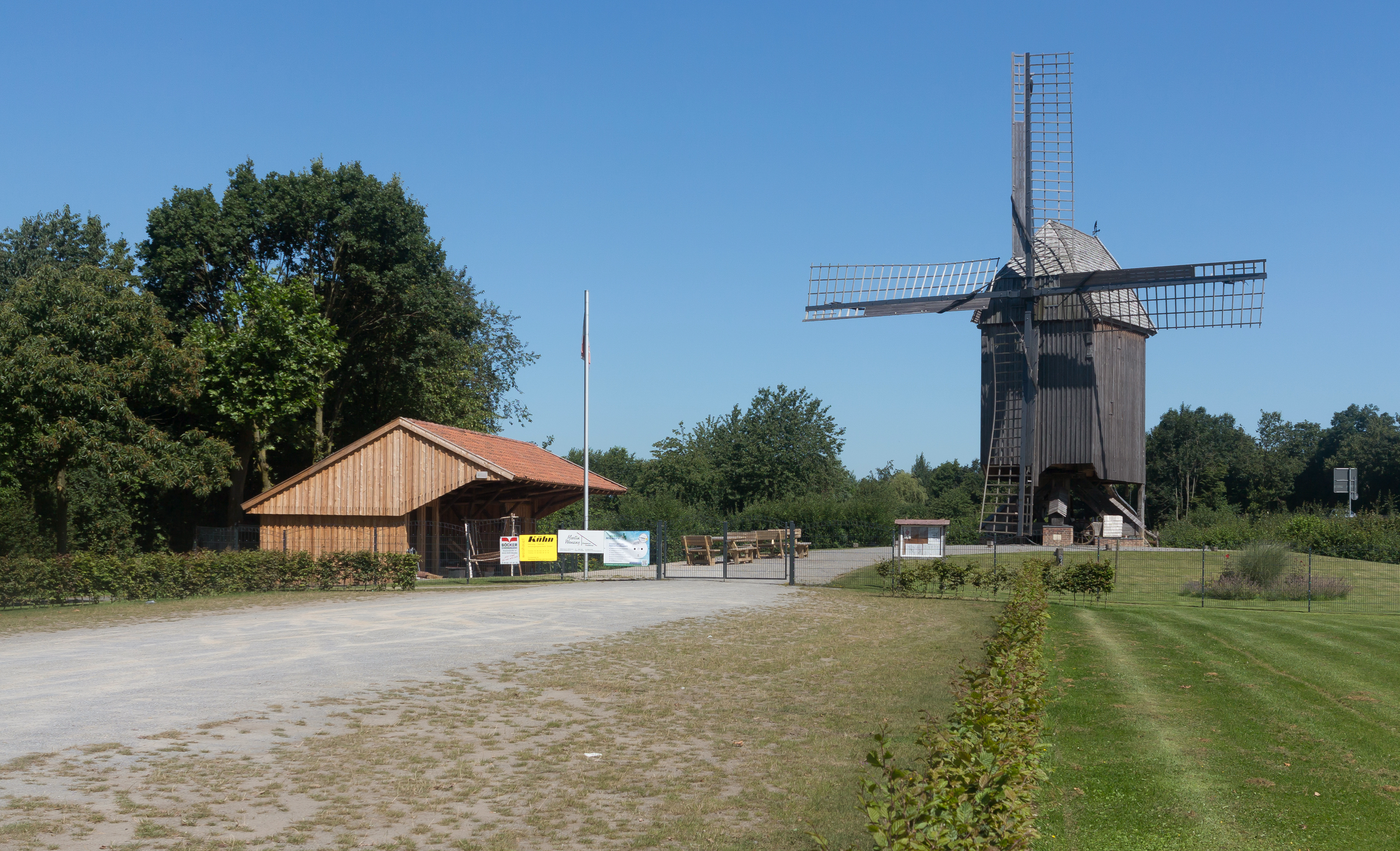
Weseke, standerdmolen
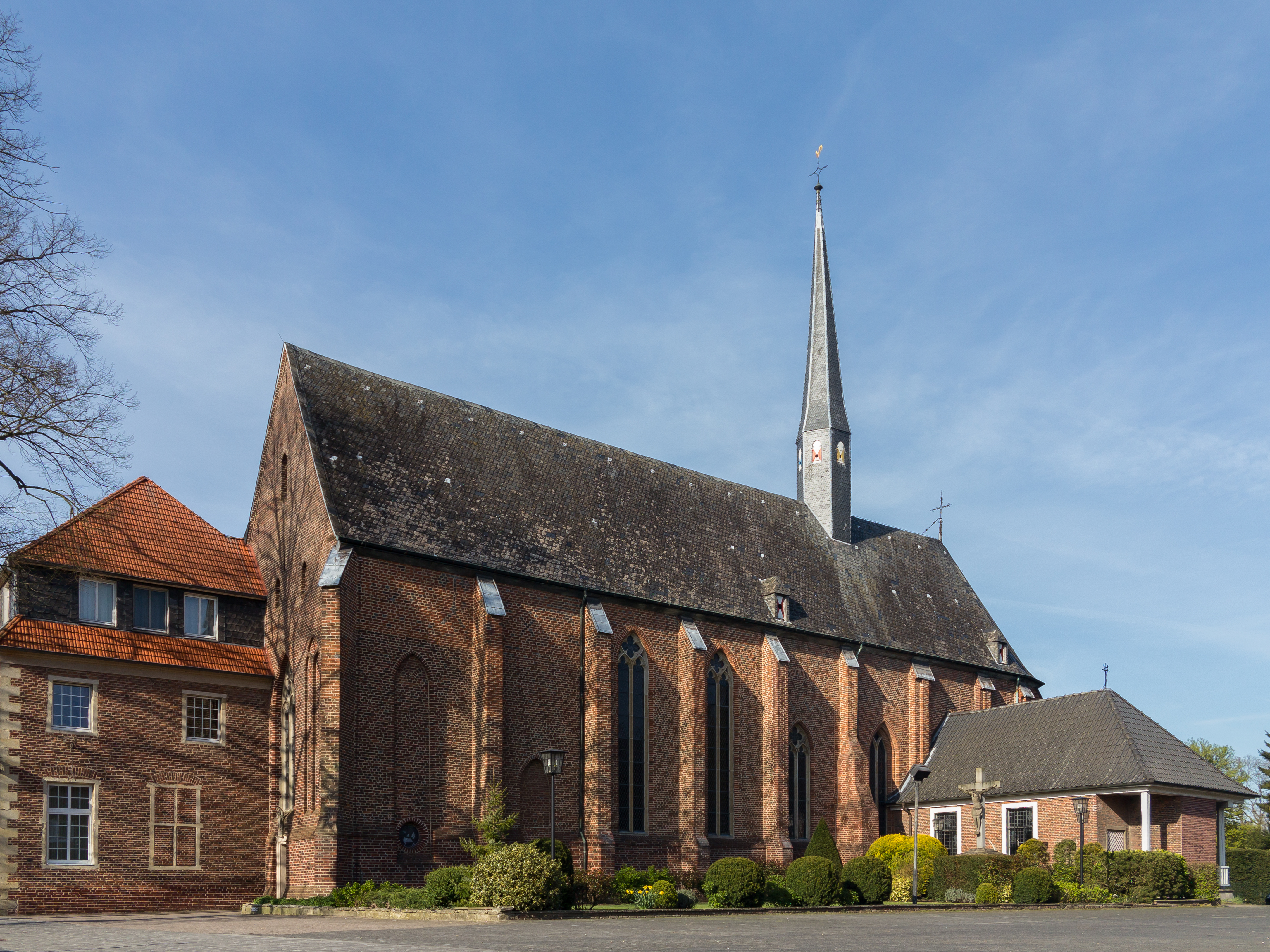
Burlo, klooster Mariengarden
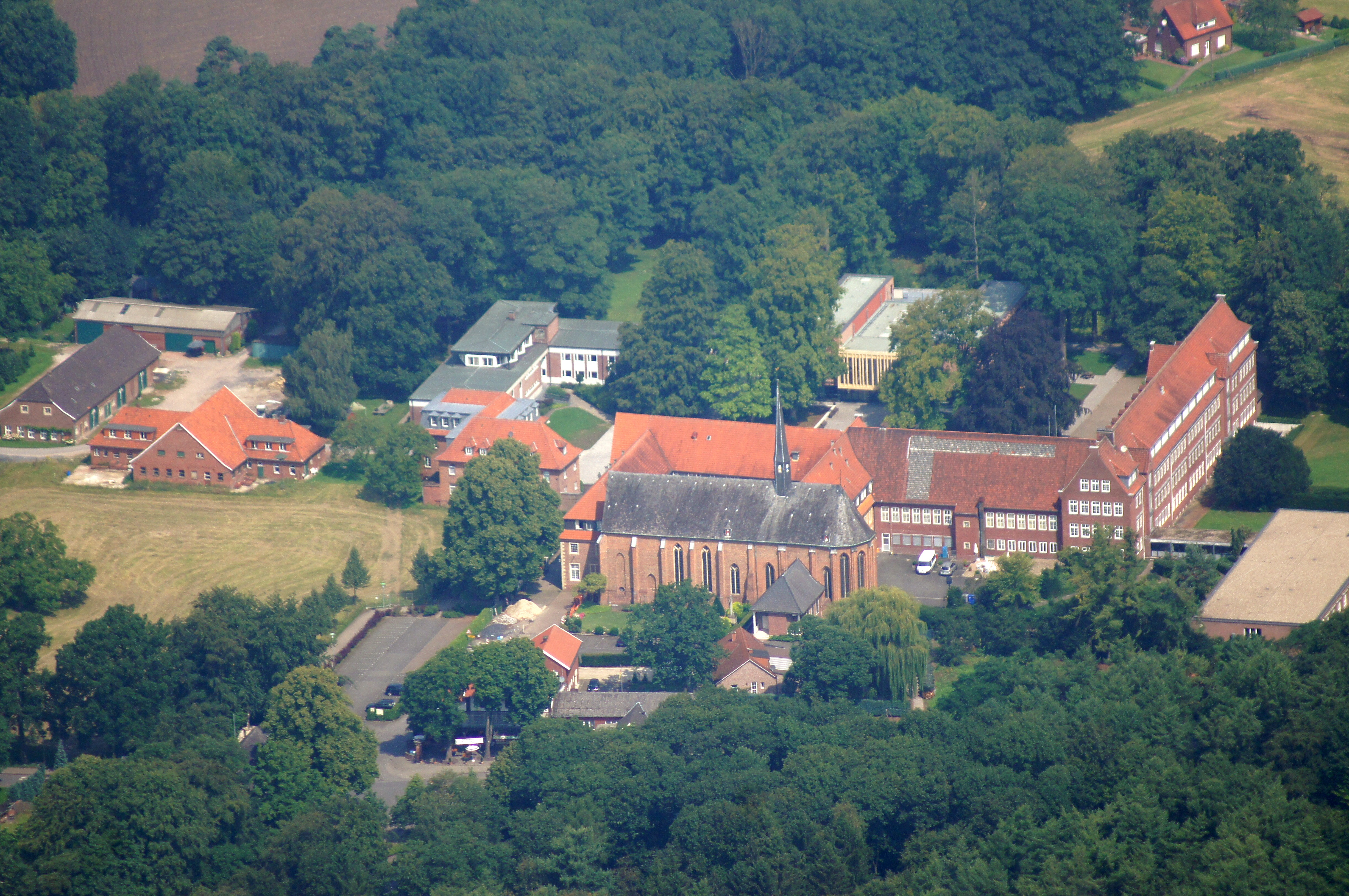
Burlo, luchtfoto klooster Mariengarden
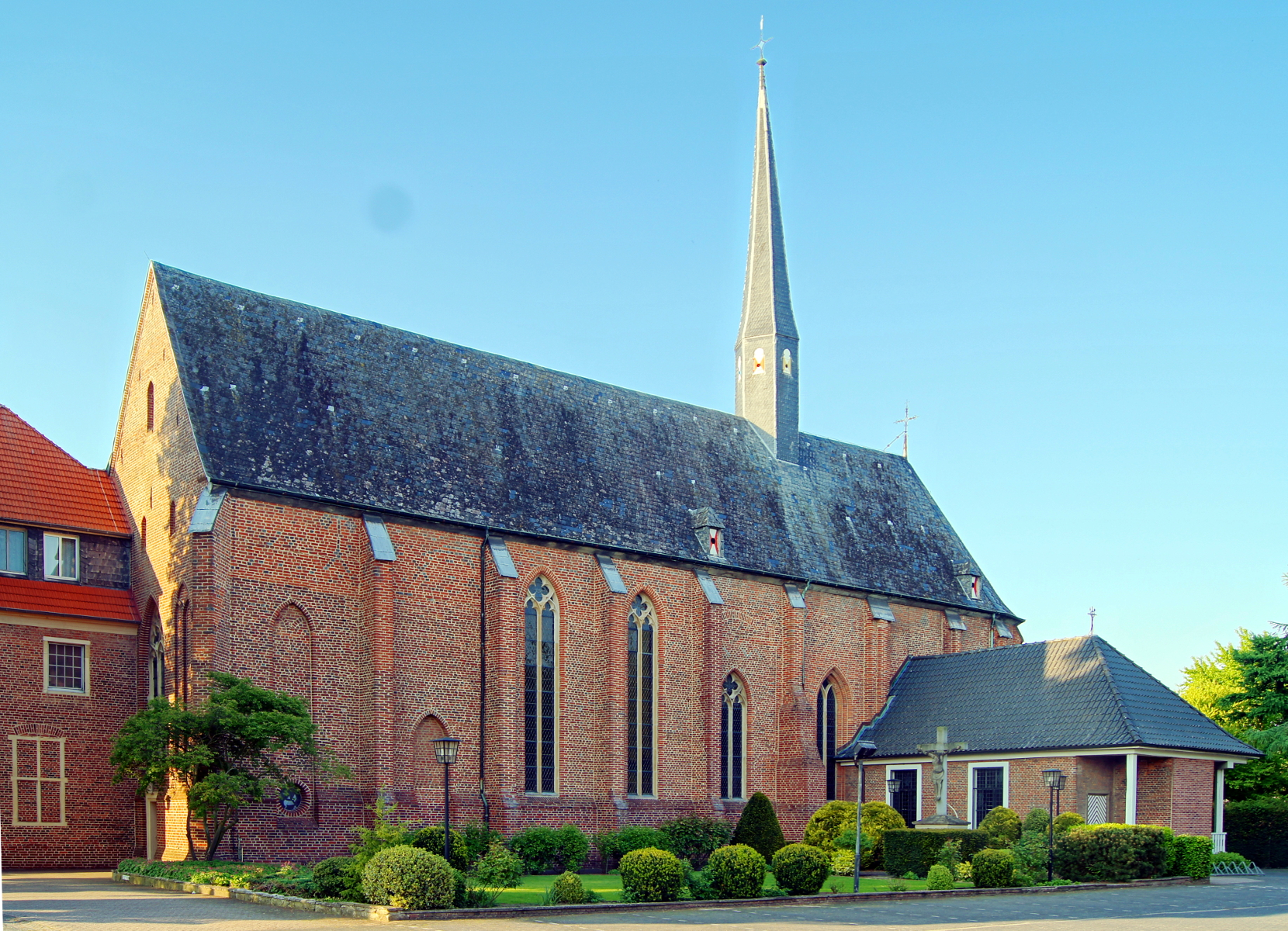
De kerk van dit klooster
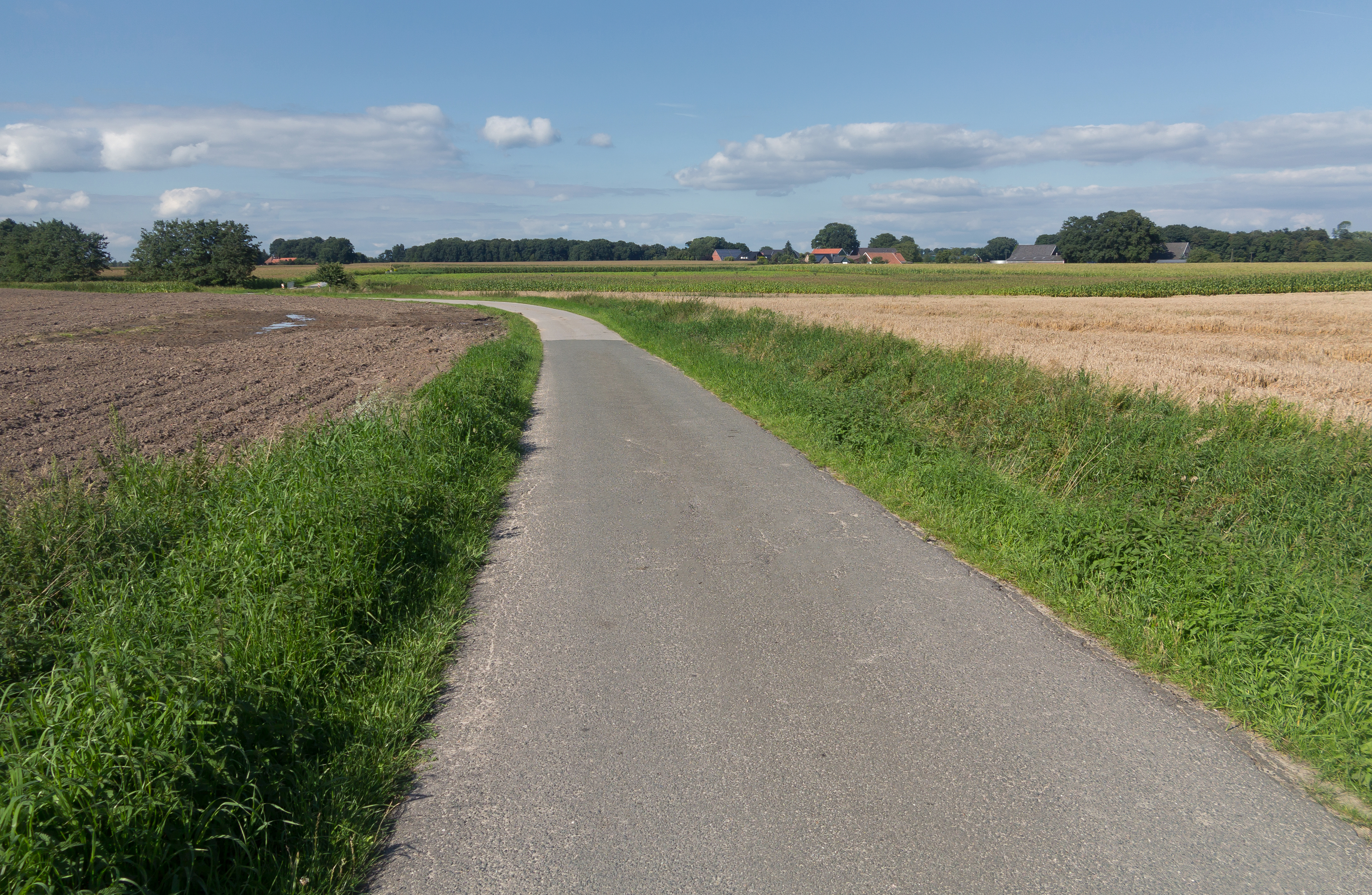
Borkenwirthe, panorama bij Weddingesch-Baulo
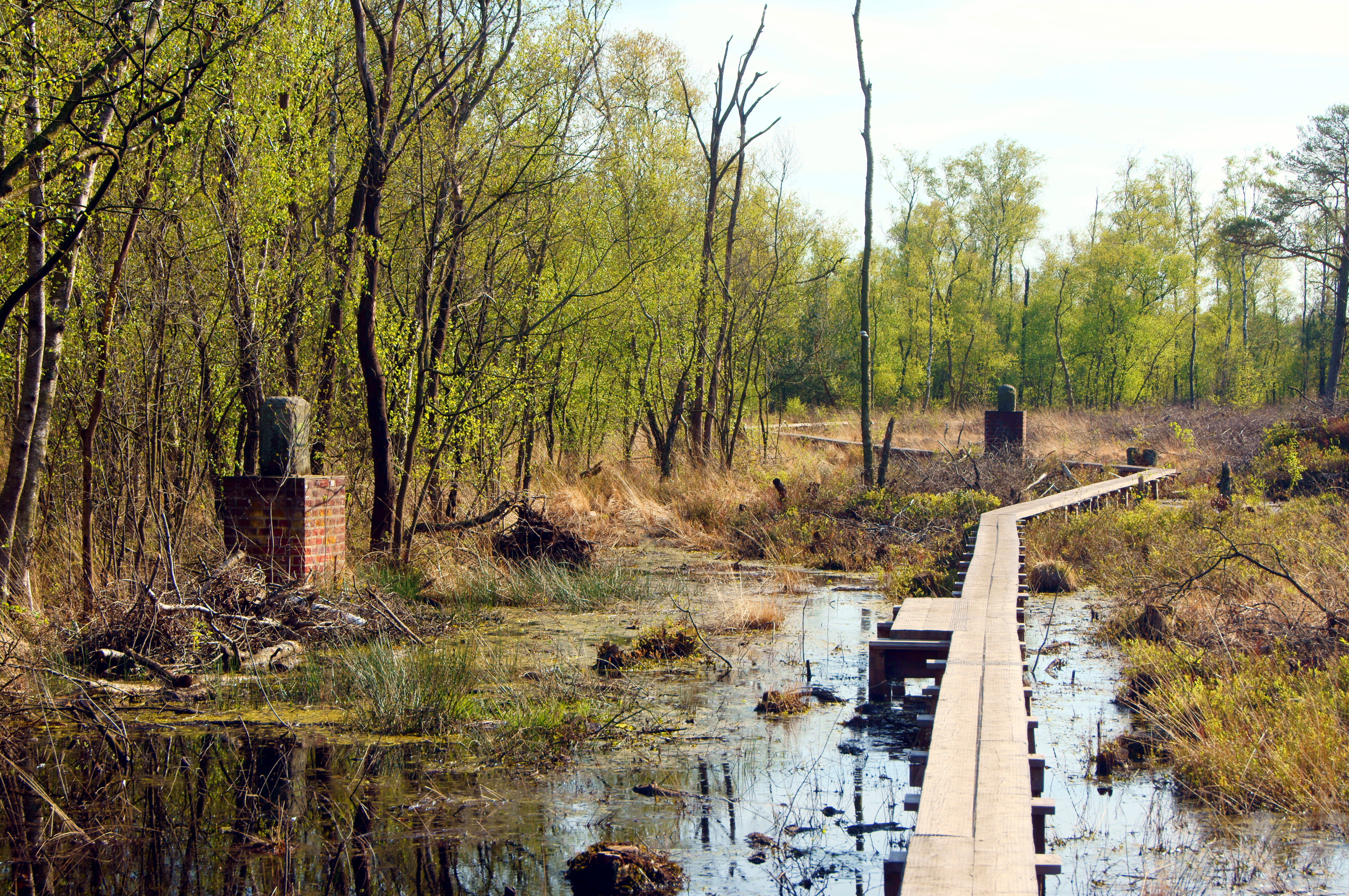
Knuppelpad op de grens in het Wooldse Veen.
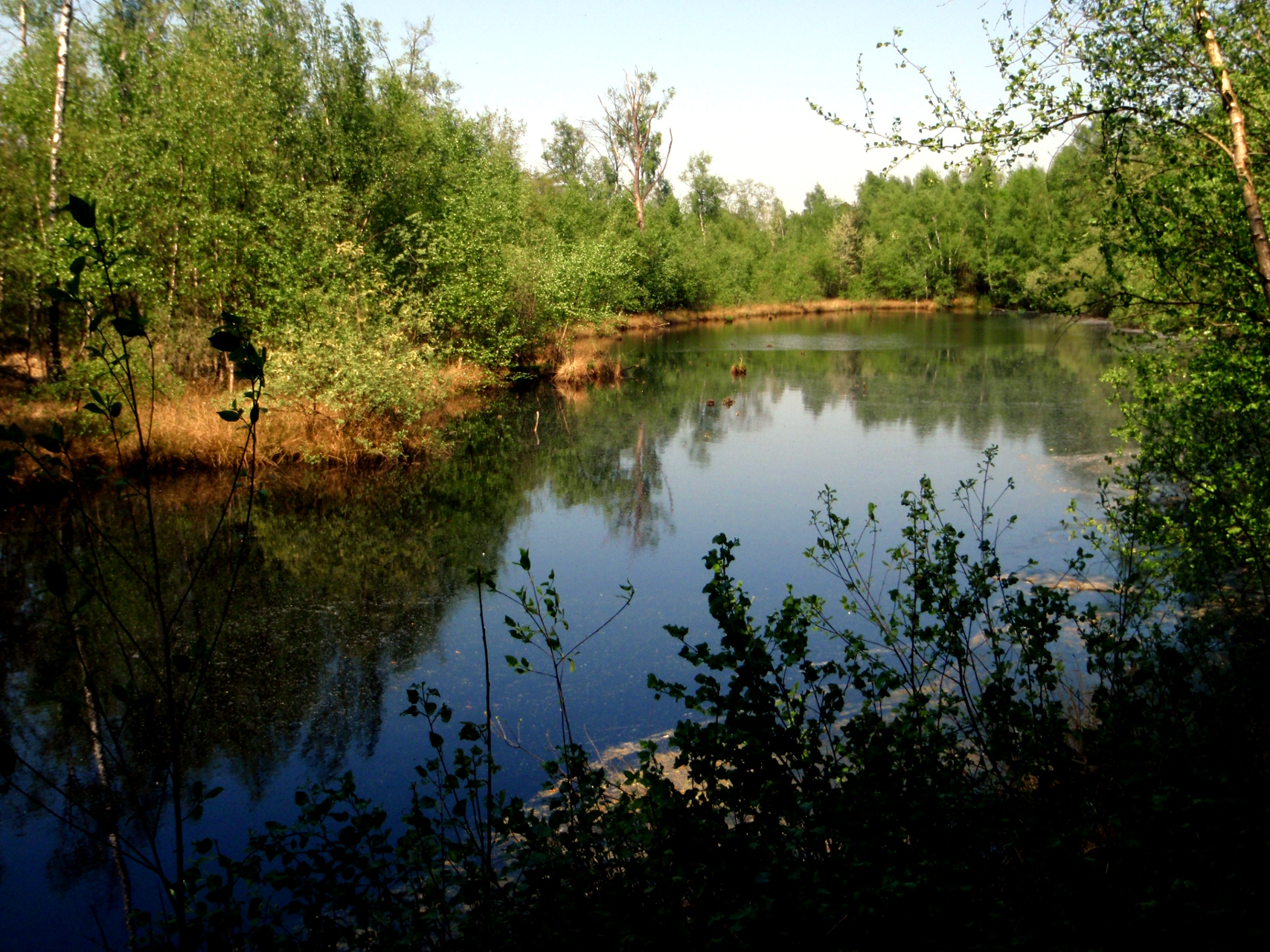
Natuurgebied Burlo-Vardingholter Venn und Entenschlatt, vennetje
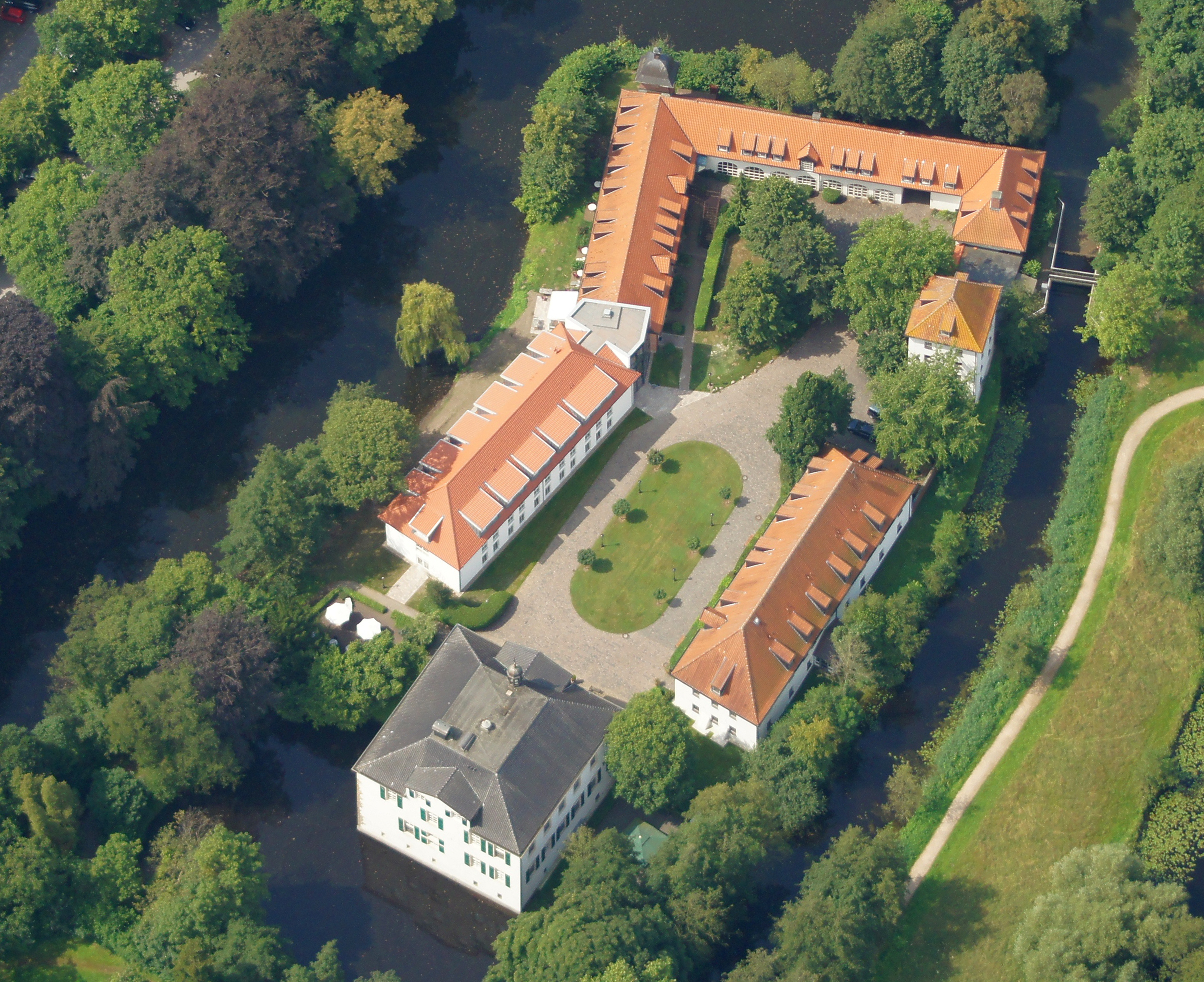
Kasteel Haus Pröbsting bij Borken-Hoxfeld
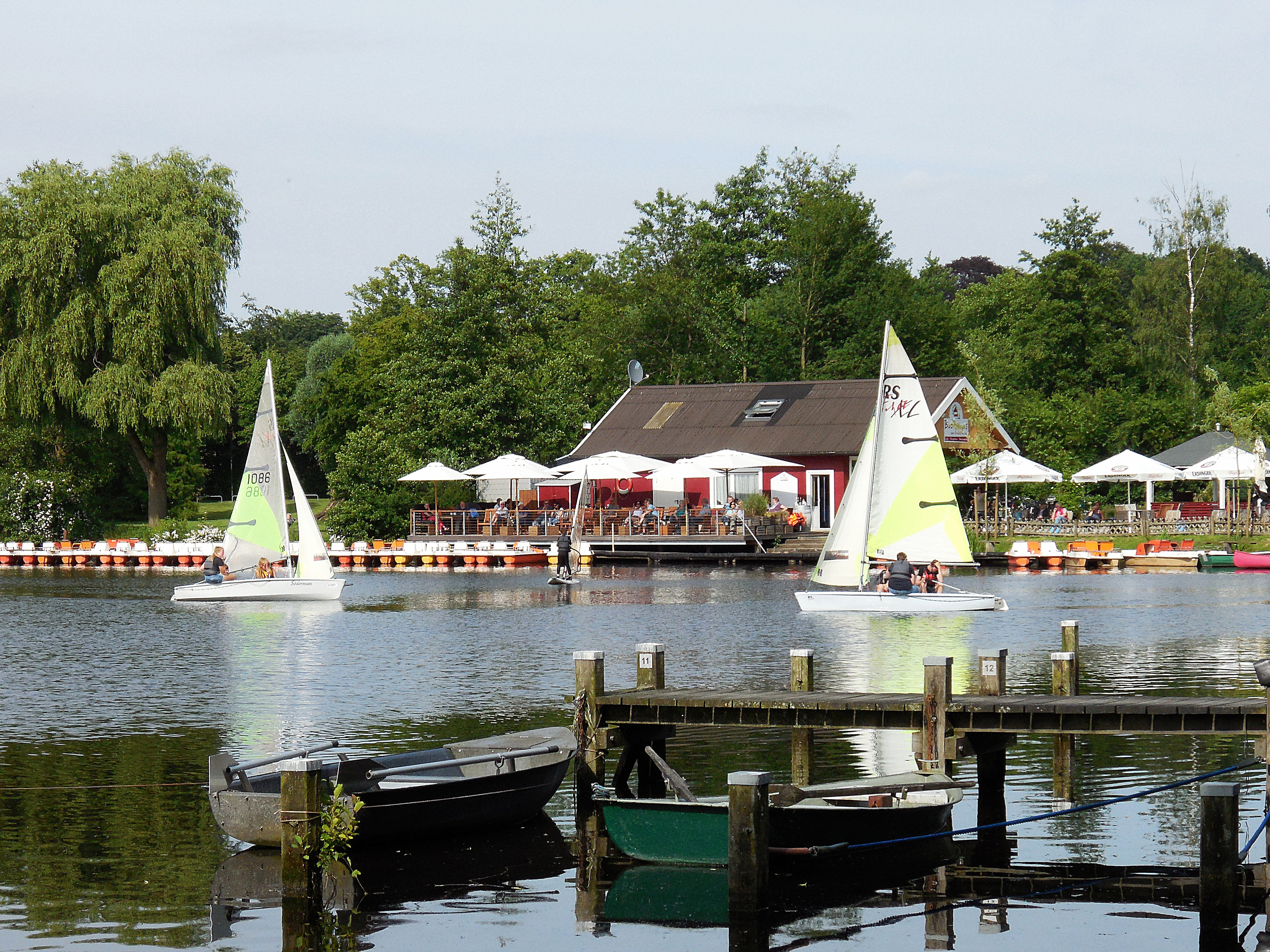
Recreatieplas Pröbstingsee bij dit kasteel
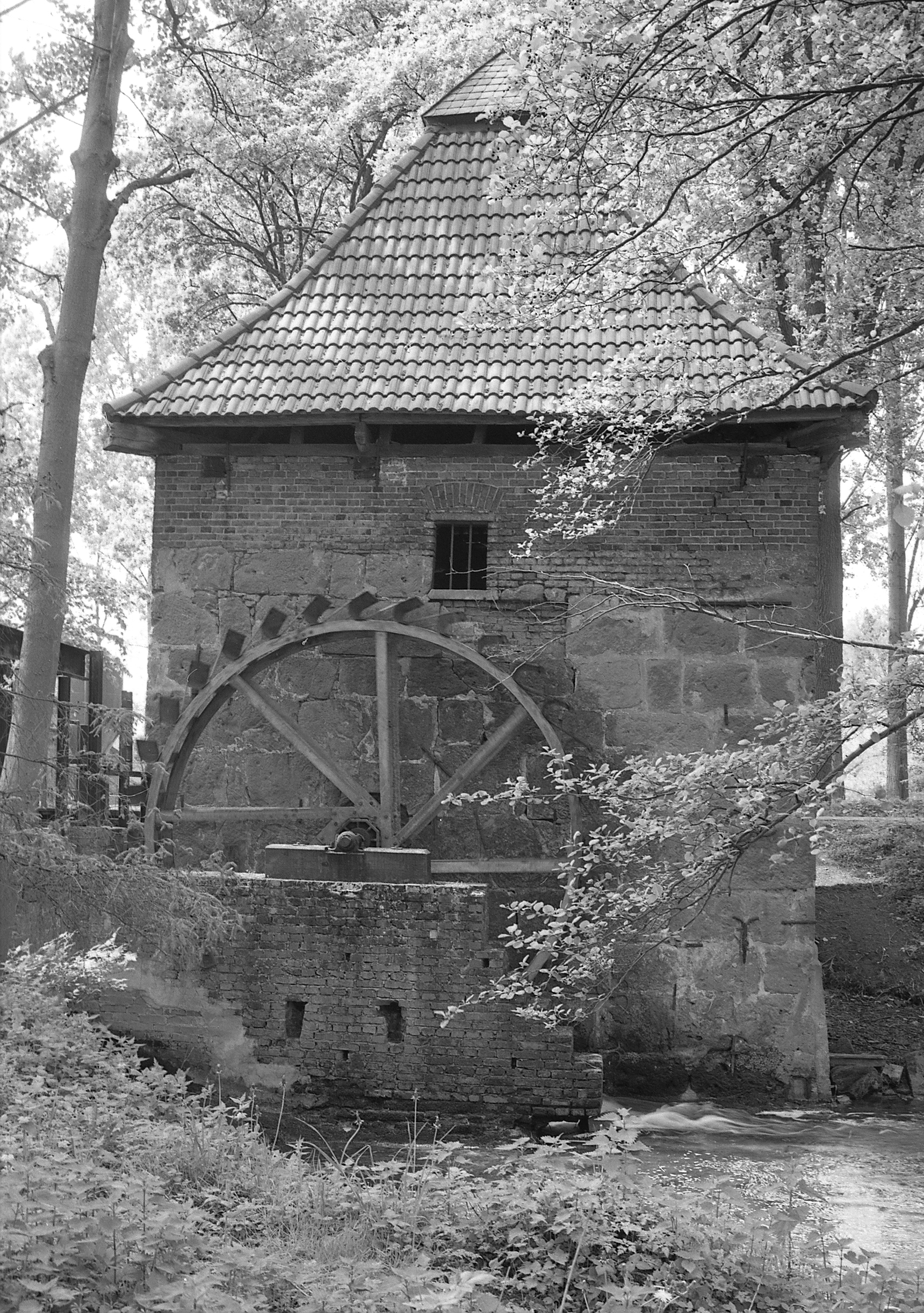
Watermolen havezate Döring